# Parasitaxus
Parasitaxus usta (Corail) es una rara especie de conífera perteneciente a la familia Podocarpaceae, y la única especie del género Parasitaxus. 

## Descripción
Es un arbusto que alcanza hasta 1,8 m de altura y se encuentra solo en las zonas remotas, en los densos bosques de Nueva Caledonia, fue descubierto en primer lugar  y descrito por Eugène Vieillard en 1861.
En general se menciona que Parasitaxus usta, es el único  gimnosperma parasitario. La especie carece notablemente de raíces y siempre se encuentra conectado a las raíces de Falcatifolium taxoides (otro miembro de  Podocarpaceae). Sin embargo, la cuestión que todavía queda abierta, es que la planta no es un caso de parásito haustorio, que suele ser el caso de las angiospermas. Algunos expertos consideran por lo tanto a la planta como un mico-heterótrofo.
Estudios recientes sugieren una estrecha relación entre esta especie y el género Lepidothamnus, especialmente con Lepidothamnus fonkii.

## Evolución, filogenia y taxonomía
La especie fue descrita por primera vez como Dacrydium ustum Vieill.; otros sinónimos incluyen a Podocarpus ustus (Vieill.) Brongn. & Gris, y Nageia usta (Vieill.) Kuntze. El nombre se cita a menudo como Parasitaxus ustus, pero esto es gramaticalmente incorrecto, ya que el nombre del género Parasitaxus es (como Taxus) femenino, con la que el nombre de la especie debe estar de acuerdo (Nickrent 2006).